# Rottenburg an der Laaber
Rottenburg an der Laaber város Németországban, azon belül Bajorországban. Lakosainak száma 8616 fő (2023. december 31.). Rottenburg an der Laaber Neufahrn in Niederbayern, Schierling, Herrngiersdorf, Rohr in Niederbayern, Pfeffenhausen és Hohenthann községekkel határos.

## Népesség
A település népessége az elmúlt években az alábbi módon változott:
| Lakosok száma | 982  | 2164 | 3999 | 6790 | 7633 | 7715 | 7924 | 8085 | 8475 | 8616 |
|               | 1875 | 1950 | 1975 | 1987 | 2012 | 2014 | 2016 | 2017 | 2021 | 2023 |

## Városrészek
A 69 városrész:
| - Allgramsdorf - Bogenhausen - Brandhof - Breiten - Eggerach - Eschenloh - Frechelsdorf - Furth - Gebersdorf - Geratsberg - Gisseltshausen - Grünberg - Haag - Haunsberg - Hausmann - Heckmühle - Hofberg - Höfl | - Högldorf - Inkofen - Kreuzthann - Lurz - Marktstauden - Mitterhof - Muckendorf - Münster - Niedereulenbach - Niederhatzkofen - Niederroning - Oberaichgarten - Oberhatzkofen - Oberndorf - Oberotterbach - Oberroning - Obervorholzen - Oed | - Pattendorf - Pfeffendorf - Pfifferling - Pleckenhof - Plunderdorf - Preckmühle - Rahstorf - Ramersdorf - Reckerszell - Reinischgrub - Ried - Rottenburg an der Laaber - Schaltdorf - Scharmühle - Schierlkofen - Schirmbach - Schlamberg - Schleifmühle | - Seidersbuch - Steckengrub - Stein - Steinbach - Thomaszell - Unteraichgarten - Unterbuch - Unterlauterbach - Unterotterbach - Untervorholzen - Viehhausen - Weiher - Weltendorf - Wiedenberg - Wolferthau |